# La Chapelle-aux-Lys
Pour les articles homonymes, voir La Chapelle.
La Chapelle-aux-Lys [la ʃapɛl o lis] est une ancienne commune française située dans le département de la Vendée, en région Pays de la Loire.
La commune est, depuis le 1er janvier 2023, une des trois communes déléguées de la commune nouvelle de Terval.

## Géographie
Le territoire municipal de La Chapelle-aux-Lys s'étend sur 1 068 hectares. L'altitude moyenne de la commune est de 153 mètres, avec des niveaux fluctuant entre 87 et 230 mètres,.
| Breuil-Barret   |                        | Saint-Paul-en-Gâtine Deux-Sèvres |
| Loge-Fougereuse | La Chapelle-aux-Lys    |                                  |
|                 | Saint-Hilaire-de-Voust | Le Busseau Deux-Sèvres           |

## Urbanisme

### Typologie
La Chapelle-aux-Lys est une commune rurale, car elle fait partie des communes peu ou très peu denses, au sens de la grille communale de densité de l'Insee,,,.
La commune est en outre hors attraction des villes,.

### Occupation des sols
L'occupation des sols de la commune, telle qu'elle ressort de la base de données européenne d’occupation biophysique des sols Corine Land Cover (CLC), est marquée par l'importance des territoires agricoles (97,6 % en 2018), néanmoins en diminution par rapport à 1990 (100 %). La répartition détaillée en 2018 est la suivante : 
zones agricoles hétérogènes (44,3 %), terres arables (38,9 %), prairies (14,4 %), zones urbanisées (2,4 %). L'évolution de l’occupation des sols de la commune et de ses infrastructures peut être observée sur les différentes représentations cartographiques du territoire : la carte de Cassini (XVIIIe siècle), la carte d'état-major (1820-1866) et les cartes ou photos aériennes de l'IGN pour la période actuelle (1950 à aujourd'hui).

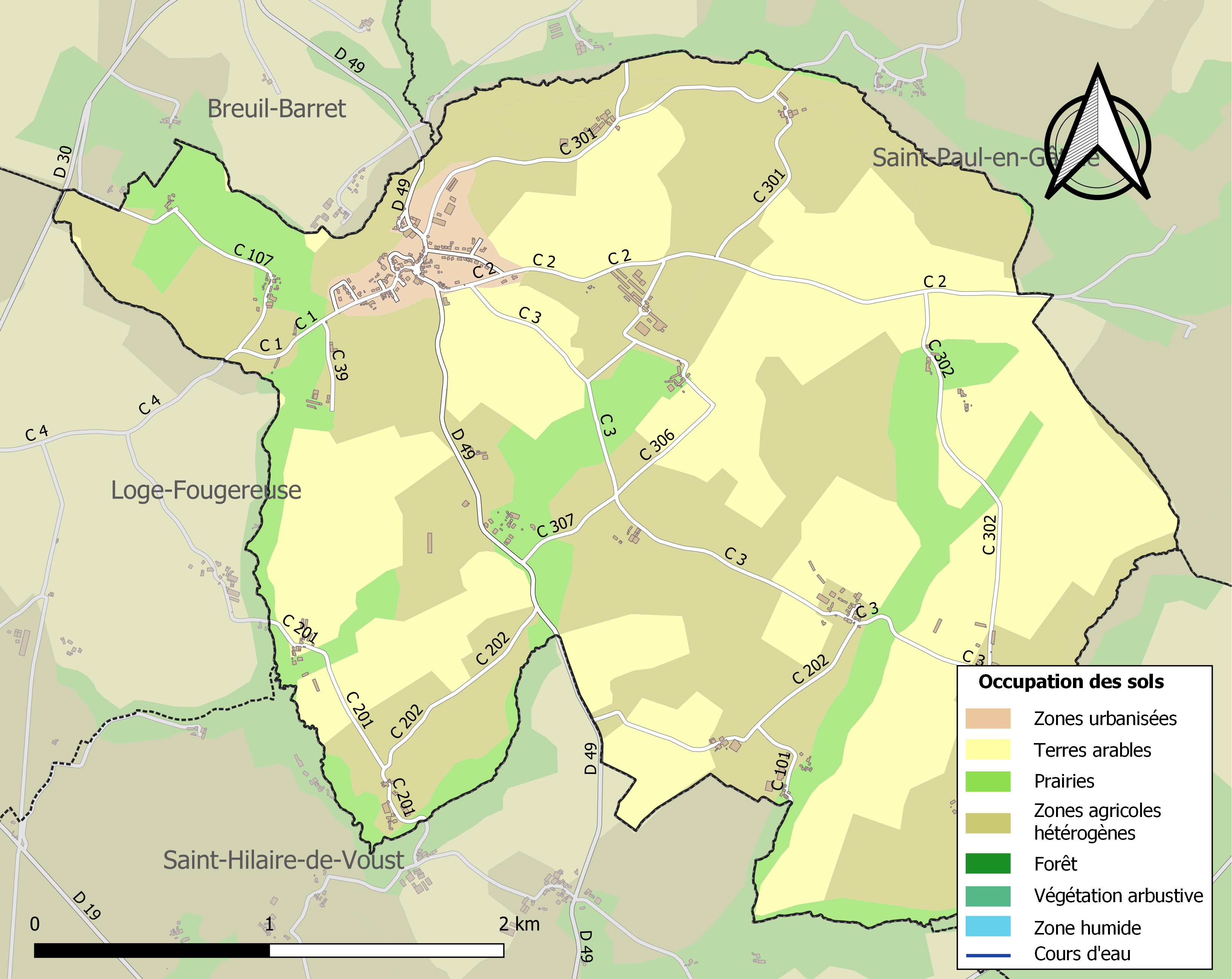
Carte des infrastructures et de l'occupation des sols de la commune en 2018 (CLC).

## Toponymie
Durant la Révolution, la commune porte le nom de Bellevue.
En poitevin, la commune est appelée La Chapéle-aus-Lis.

## Histoire
À la suite de l'arrêté préfectoral du 16 décembre 2022 portant création de la commune nouvelle Terval, La Chapelle-aux-Lys devient une commune déléguée au 1er janvier 2023.

## Politique et administration

### Liste des maires
| Période   | Période          | Identité           | Étiquette | Qualité           |
| --------- | ---------------- | ------------------ | --------- | ----------------- |
|           |                  | Émile Épaud        |           |                   |
| 1880      | 1912             | Michel Mesnard     |           |                   |
| 1912      | 1919             | Paul Suaud         |           |                   |
| 1919      | 1932             | Michel Mesnard     |           |                   |
| 1932      | mars 1977        | Armand Gendronneau |           |                   |
| mars 1977 | juin 1995        | Jean Gauriau       |           |                   |
| juin 1995 | mars 2001        | Jacques Grellier   |           |                   |
| mars 2001 | 31 décembre 2022 | Philippe Boisson   |           | Adjoint technique |

### Liste des maires délégués
| Période        | Période  | Identité         | Étiquette | Qualité           |
| -------------- | -------- | ---------------- | --------- | ----------------- |
| 6 janvier 2023 | En cours | Philippe Boisson |           | Adjoint technique |

## Population et société

### Démographie

#### Évolution démographique
L'évolution du nombre d'habitants est connue à travers les recensements de la population effectués dans la commune depuis 1793. Pour les communes de moins de 10 000 habitants, une enquête de recensement portant sur toute la population est réalisée tous les cinq ans, les populations de référence des années intermédiaires étant quant à elles estimées par interpolation ou extrapolation. Pour la commune, le premier recensement exhaustif entrant dans le cadre du nouveau dispositif a été réalisé en 2004.

En 2020, la commune comptait 259 habitants, en évolution de +2,78 % par rapport à 2014 (Vendée : +5,33 %, France hors Mayotte : +2,11 %).
| 1793 | 1800 | 1806 | 1821 | 1831 | 1836 | 1841 | 1846 | 1851 |
| ---- | ---- | ---- | ---- | ---- | ---- | ---- | ---- | ---- |
| 400  | 336  | 353  | 600  | 609  | 617  | 619  | 617  | 577  |

| 1856 | 1861 | 1866 | 1872 | 1876 | 1881 | 1886 | 1891 | 1896 |
| ---- | ---- | ---- | ---- | ---- | ---- | ---- | ---- | ---- |
| 578  | 552  | 573  | 562  | 575  | 677  | 733  | 774  | 703  |

| 1901 | 1906 | 1911 | 1921 | 1926 | 1931 | 1936 | 1946 | 1954 |
| ---- | ---- | ---- | ---- | ---- | ---- | ---- | ---- | ---- |
| 637  | 627  | 593  | 520  | 508  | 463  | 462  | 475  | 421  |

| 1962 | 1968 | 1975 | 1982 | 1990 | 1999 | 2004 | 2006 | 2009 |
| ---- | ---- | ---- | ---- | ---- | ---- | ---- | ---- | ---- |
| 385  | 390  | 375  | 332  | 299  | 280  | 250  | 251  | 245  |

| 2014 | 2019 | 2020 | - | - | - | - | - | - |
| ---- | ---- | ---- | - | - | - | - | - | - |
| 252  | 260  | 259  | - | - | - | - | - | - |

#### Pyramide des âges
En 2018, le taux de personnes d'un âge inférieur à 30 ans s'élève à 25,0 %, soit en dessous de la moyenne départementale (31,6 %). À l'inverse, le taux de personnes d'âge supérieur à 60 ans est de 36,5 % la même année, alors qu'il est de 31,0 % au niveau départemental.
En 2018, la commune comptait 125 hommes pour 131 femmes, soit un taux de 51,17 % de femmes, légèrement supérieur au taux départemental (51,16 %).
Les pyramides des âges de la commune et du département s'établissent comme suit.
| Hommes | Classe d’âge | Femmes |
| ------ | ------------ | ------ |
| 0,0    | 90 ou +      | 0,8    |
| 12,6   | 75-89 ans    | 11,3   |
| 22,0   | 60-74 ans    | 26,3   |
| 22,8   | 45-59 ans    | 23,3   |
| 18,9   | 30-44 ans    | 12,0   |
| 7,9    | 15-29 ans    | 12,0   |
| 15,7   | 0-14 ans     | 14,3   |

| Hommes | Classe d’âge | Femmes |
| ------ | ------------ | ------ |
| 0,8    | 90 ou +      | 2,2    |
| 8,7    | 75-89 ans    | 11,1   |
| 20,3   | 60-74 ans    | 21,3   |
| 20     | 45-59 ans    | 19,4   |
| 17,5   | 30-44 ans    | 16,8   |
| 15     | 15-29 ans    | 13,2   |
| 17,7   | 0-14 ans     | 16,1   |

## Lieux et monuments
La commune possède de nombreux petits monuments : 
- l'église Saint-Maurice ;
- le château du Lys, haut lieu d'histoire qui abrita durant la Deuxième Guerre mondiale des soldats anglais qui formèrent des résistants dits du maquis du Lys ;
- un lavoir ;
- une ferme pédagogique ;
- la chapelle de Chantemerle.

## Culture
Tous les ans depuis 2009, le festival d'astronomie Astrolys se déroule dans la commune le troisième week-end d'août. Chaque édition a une thématique en rapport avec l'astronomie : le Soleil, la vie dans l'Univers, l'archéoastronomie, ...
Ce festival est conçu et animé par les habitants de La Chapelle-aux-Lys et des hameaux alentour. Une troupe de théâtre amateur, Les compagnons du Lys, propose comme animation un spectacle en relation avec le thème du festival.
Depuis 2014, des photos grand format, ayant pour sujet l'astronomie, sont affichées de mai à octobre dans le centre du village. En 2018, elles sont au nombre de 27.
Un sentier de randonnée pédagogique appelé Chemin aux étoiles est créé courant 2018. Ce parcours est constitué de deux boucles :
- Histoire de l'Univers d'une longueur d'environ 4,5 km avec une échelle temporelle de 1 m pour 3 millions d'années ;
- Le système solaire d'une longueur d'environ 1,7 km avec une échelle de distance de 1 m pour 5 millions de km[21].

Le parcours, de type sentier des planètes, est jalonné de 27 bornes informatives situées à différents emplacements en fonction des échelles.
Le 21 juillet 2019, à la date anniversaire des 50 ans du premier pas de l'homme sur la Lune par Neil Armstrong de la mission Apollo 11, un planétarium, installé dans l'ancien presbytère, entre en fonctionnement. Possédant un dôme de 4 m de diamètre et une capacité d'accueil de 15 places, il s'agit du premier planétarium fixe de Vendée,. Sur une liste mondiale de 900 planétariums la commune serait la plus petite à être dotée d'un tel équipement. D'autres aménagements, salle d'exposition et camera obscura, installés dans le même lieu, sont également accessibles depuis cette date.
Le planétarium et le Chemin aux étoiles sont officiellement inaugurés le 13 septembre 2019.

## Sciences
Le 21 août 2010, afin de lutter contre la pollution lumineuse, onze maires des communes alentour signent dans le village, la charte de protection du ciel nocturne du canton de La Châtaigneraie. L'initiative est soutenue par le conseil général de la Vendée et l'association nationale pour la protection du ciel et de l'environnement nocturnes (ANPCEN).
En mai 2015, une caméra de type fisheye est positionnée sur le toit de la mairie.
Cette caméra fait partie du réseau de surveillance d'activité météoritique nommé FRIPON qui a été inauguré le 28 mai 2016.
Au fil des ans et des festivals Astrolys, divers types de cadrans solaires ont été installés dans le jardin de la mairie :
- un cadran solaire analemmatique en 2013 ;
- une méridienne et un cadran solaire vertical en 2014 ;
- un cadran de hauteur dit cadran de berger et un cadran équatorial en 2017.

En 2018, pour la dixième édition du festival, le méridien de La Chapelle-aux-Lys est matérialisé sous la forme d'une pièce de métal de 12 mètres de long placée sur la pelouse du jardin de la mairie.
À cette occasion, un arrêté municipal (à ne pas prendre trop au sérieux) officialise le réglage de l'heure légale de la commune sur l'heure solaire moyenne au méridien de La Chapelle-aux-Lys, soit avec un retard de 2 minutes 38 secondes sur le méridien de Greenwich,.

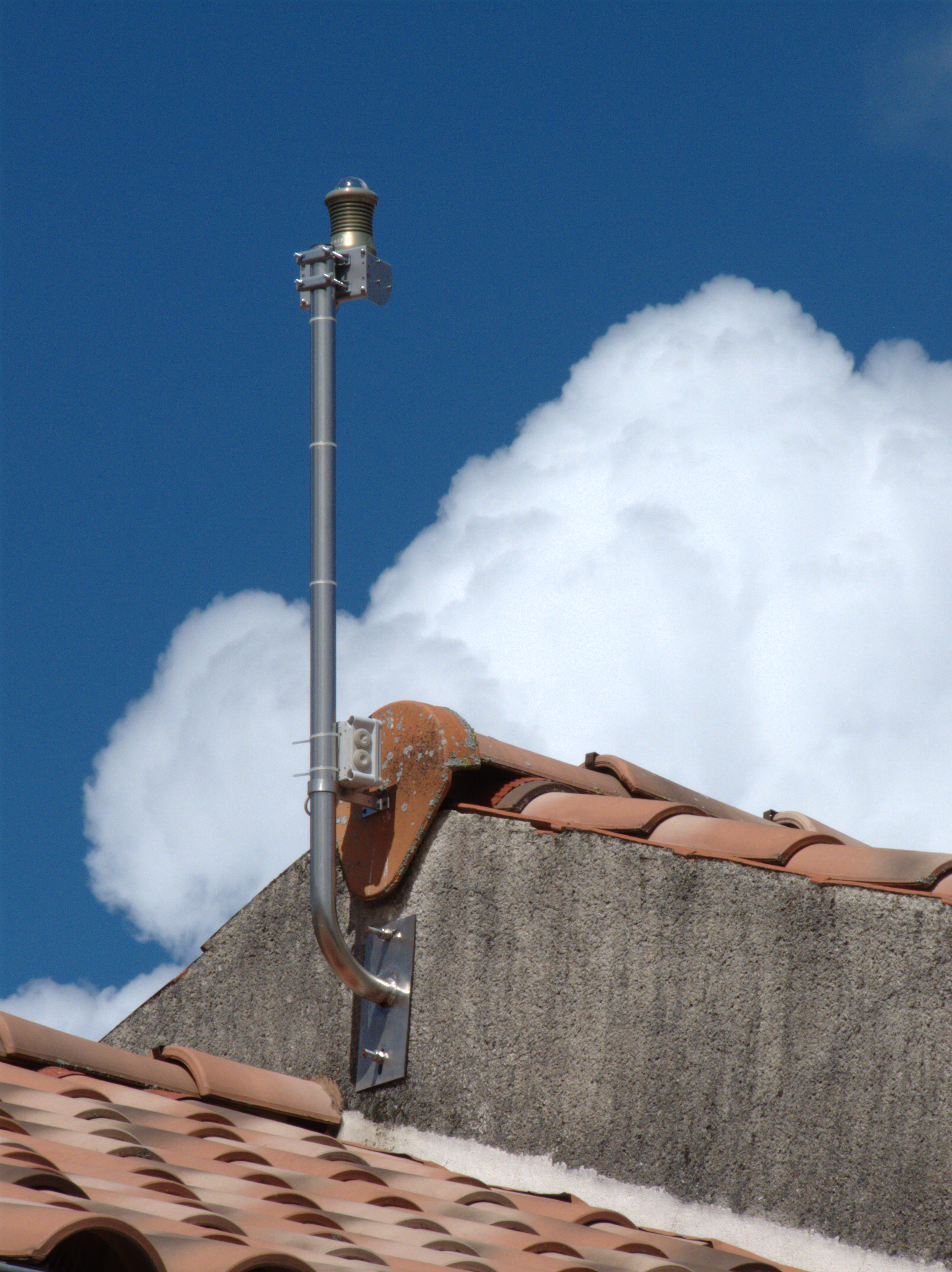
Caméra fisheye du réseau FRIPON.
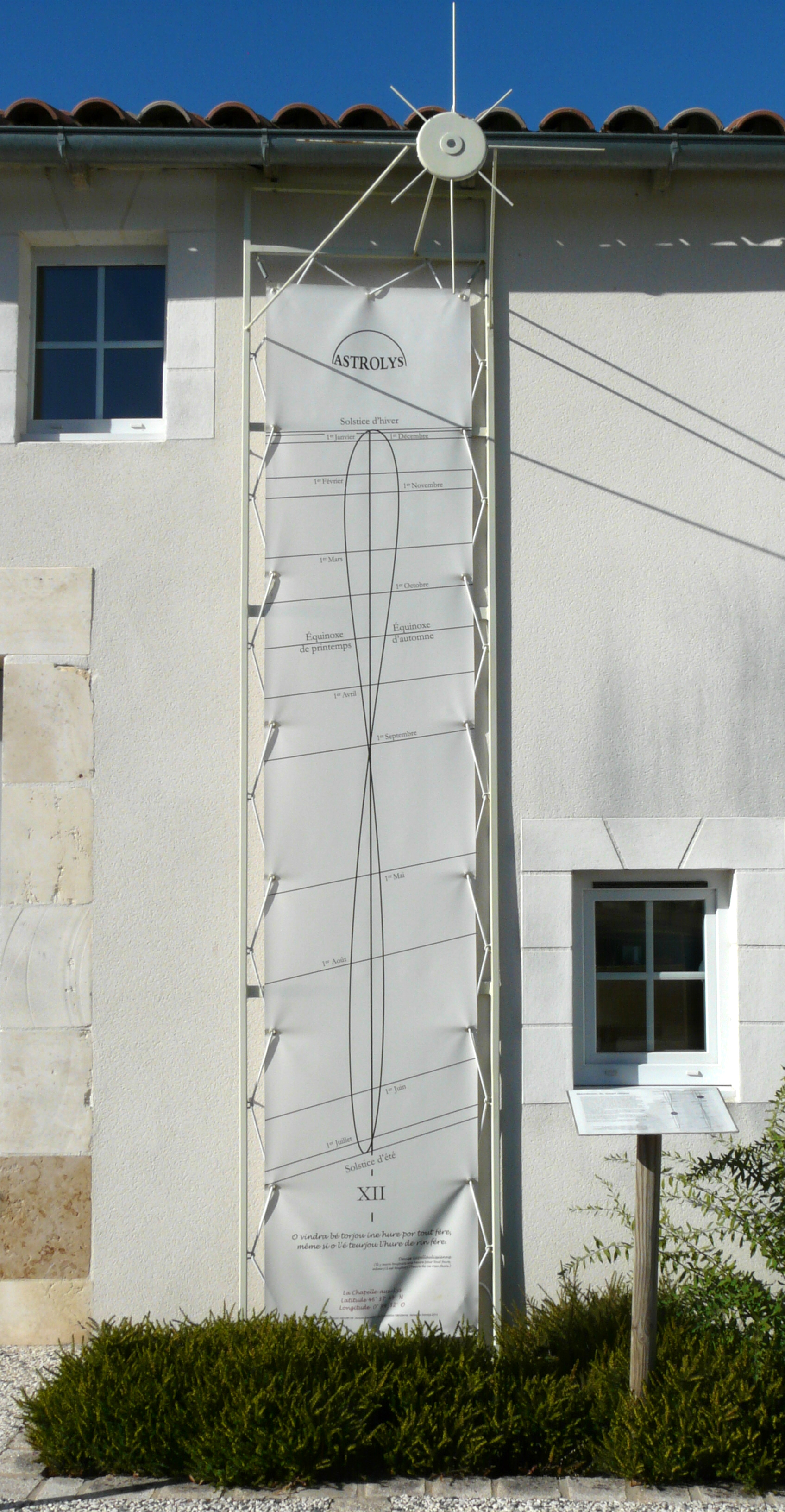
Méridienne.
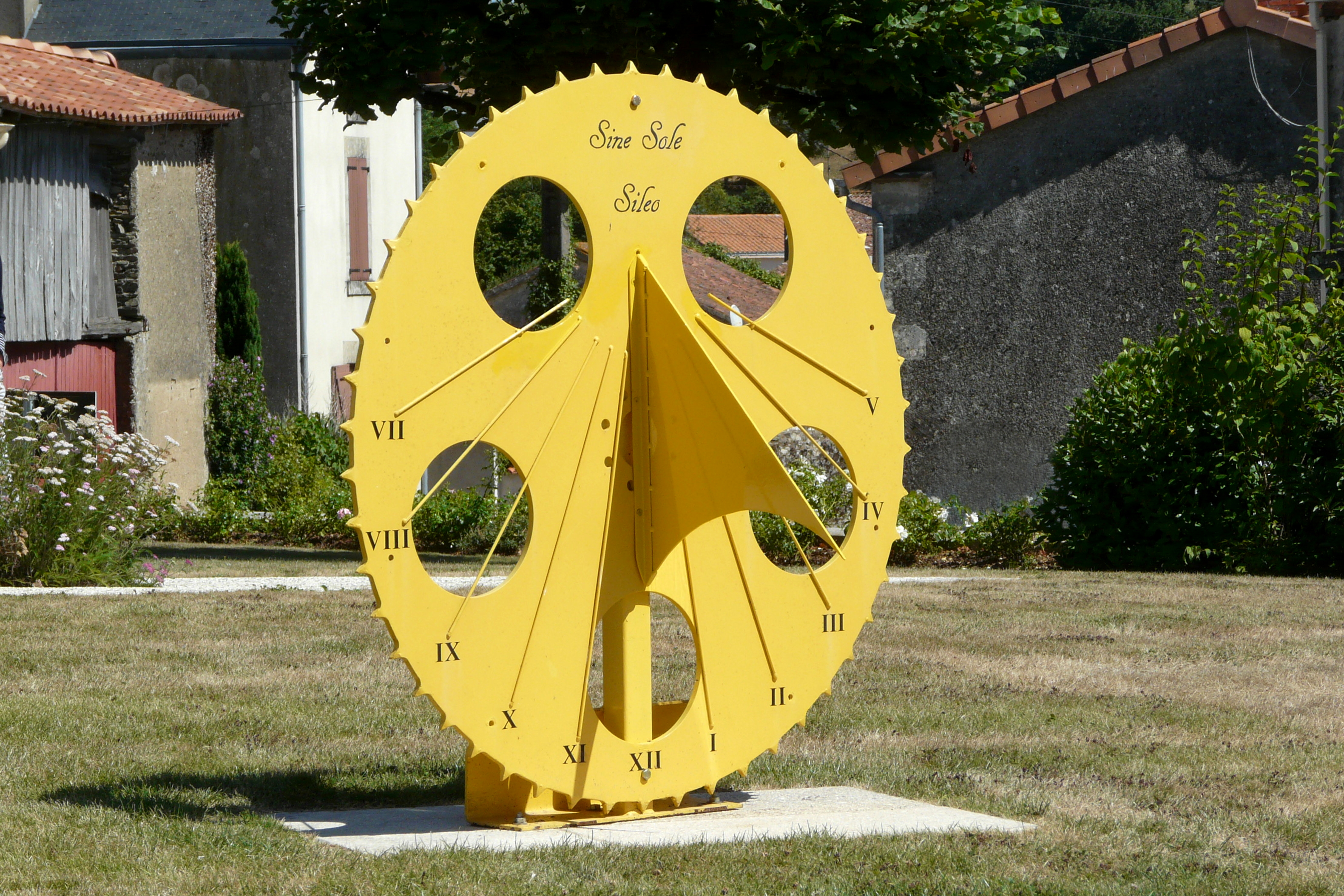
Cadran solaire vertical.
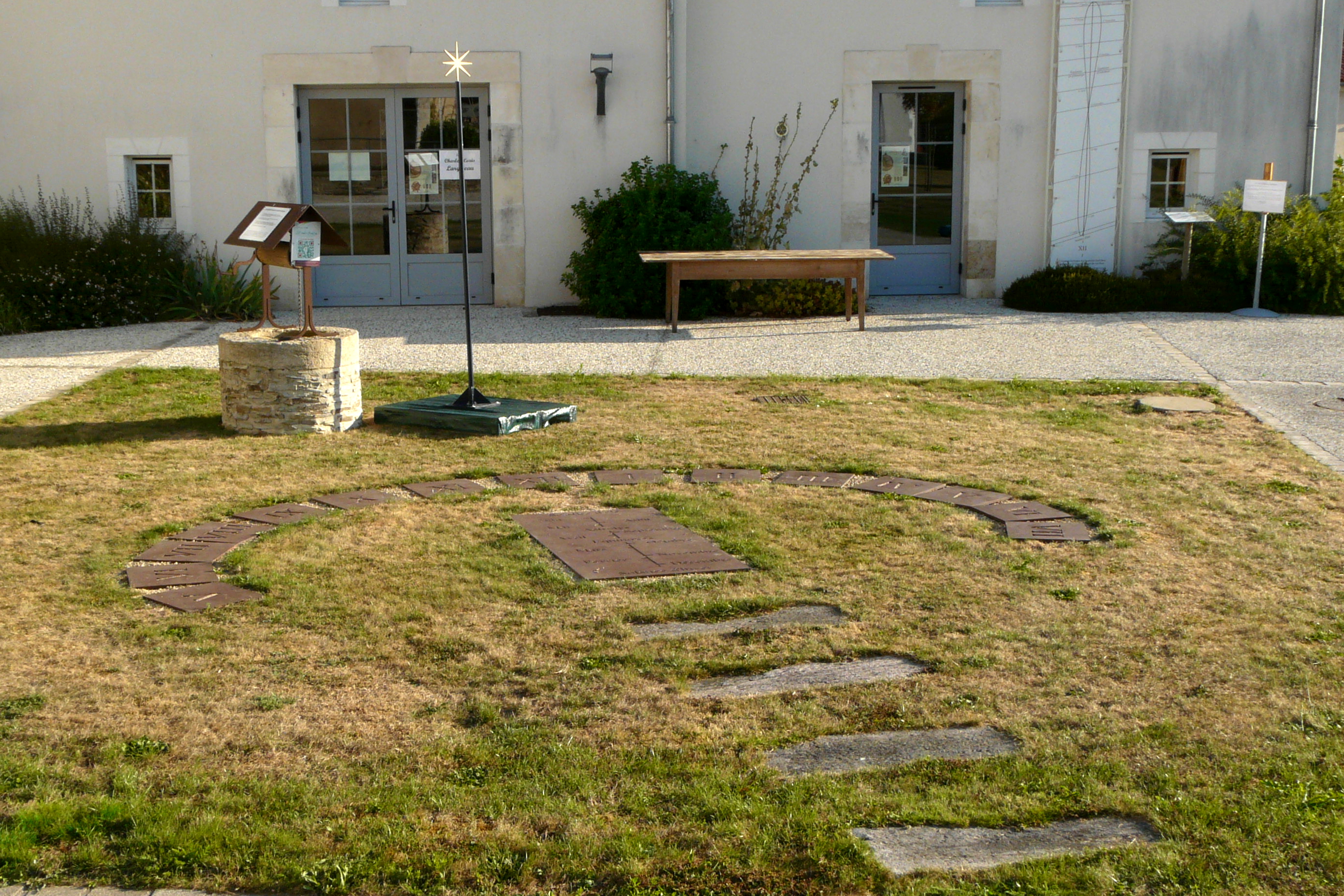
Cadran solaire analemmatique.
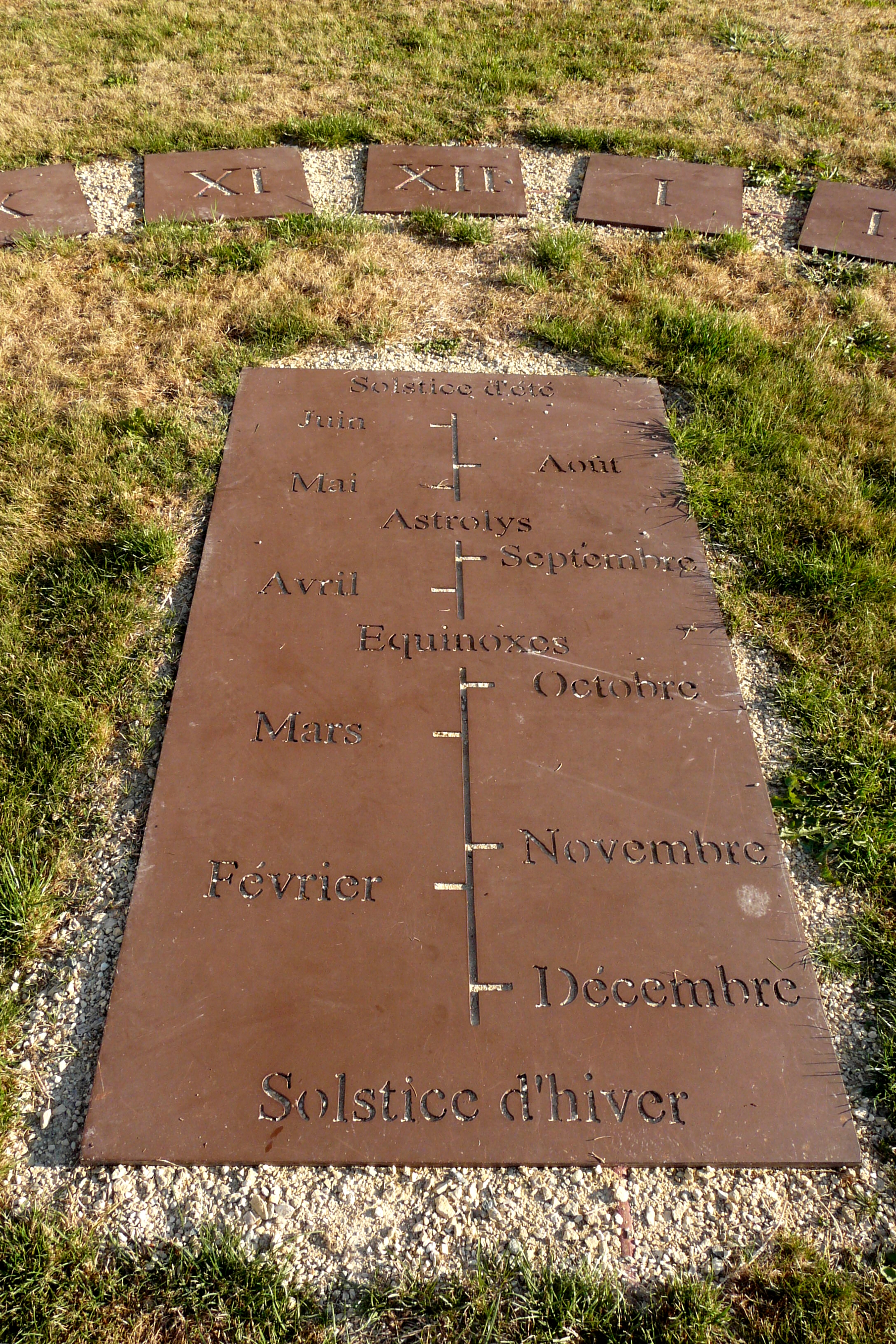
Ligne des dates du cadran analemmatique.
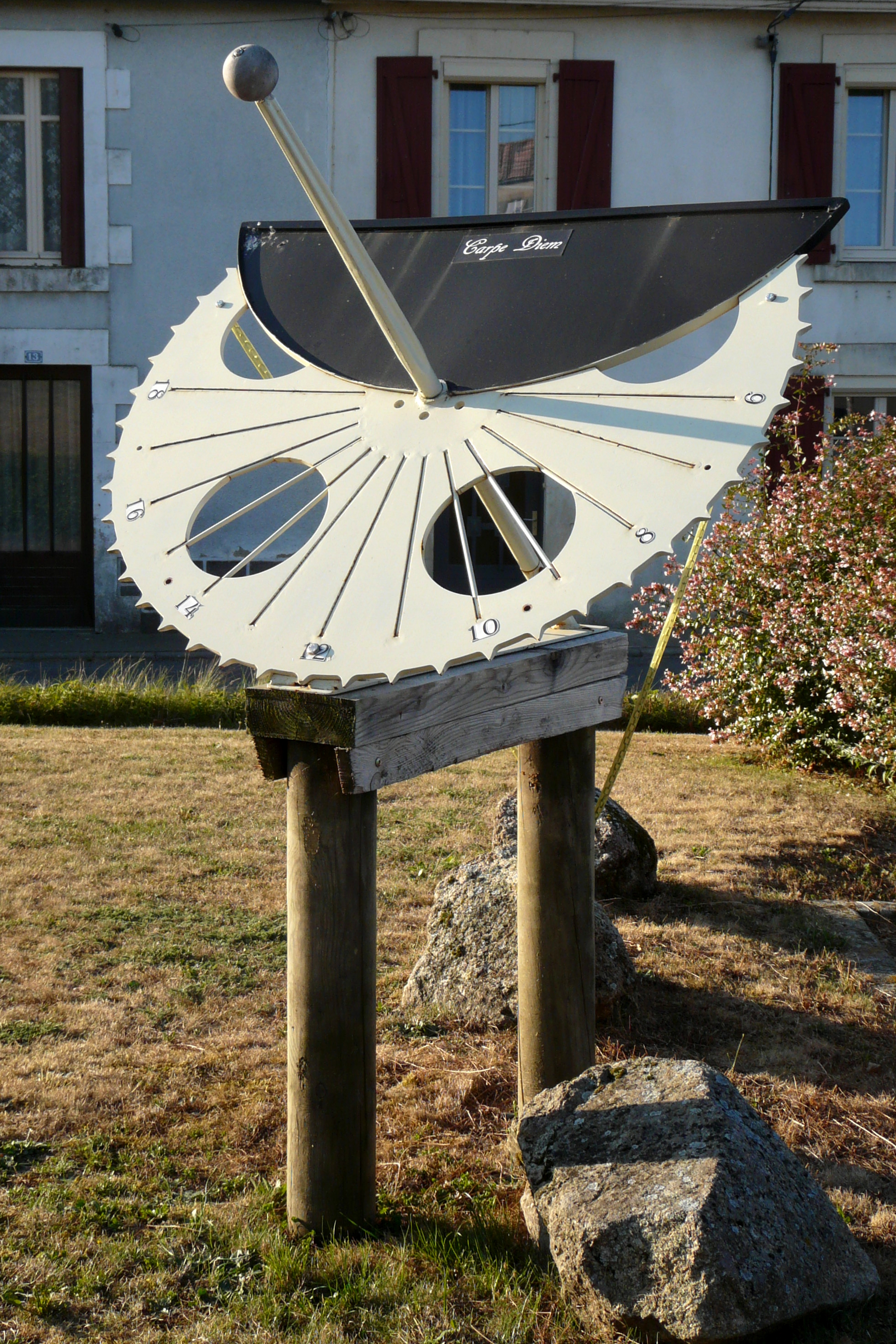
Cadran solaire équatorial.
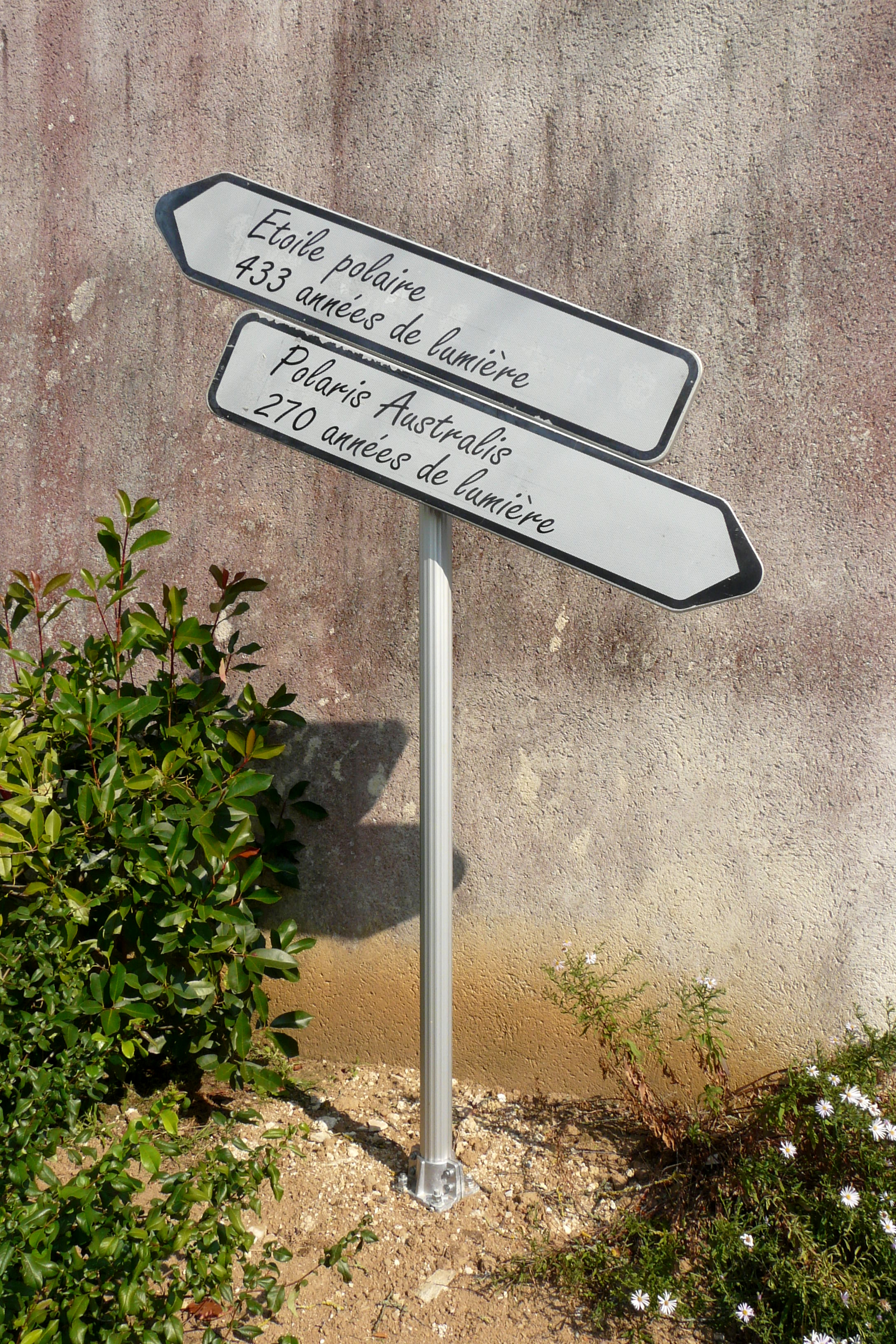
Direction et distance des étoiles polaires des hémisphères nord et sud.
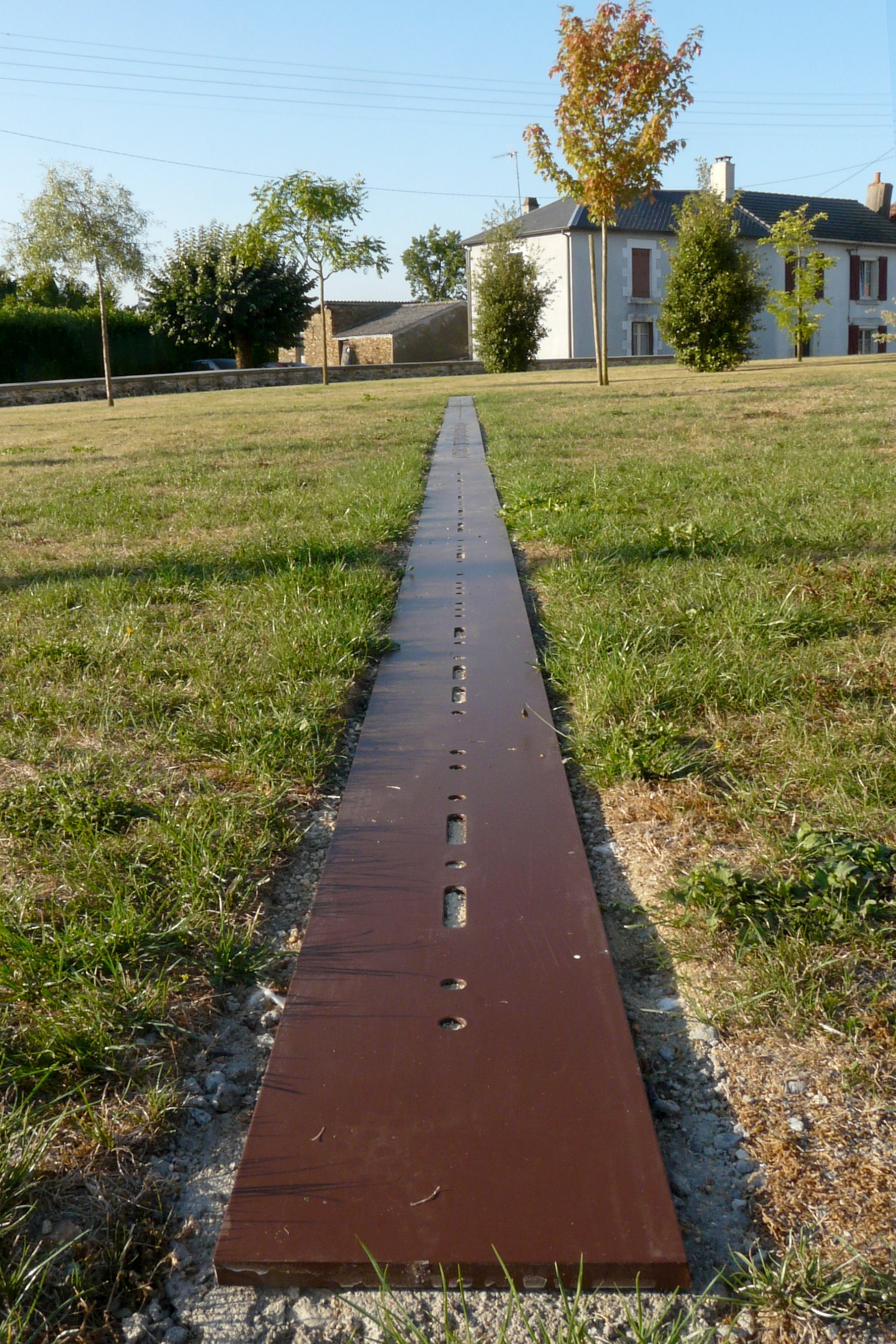
Matérialisation du méridien de La Chapelle-aux-Lys.
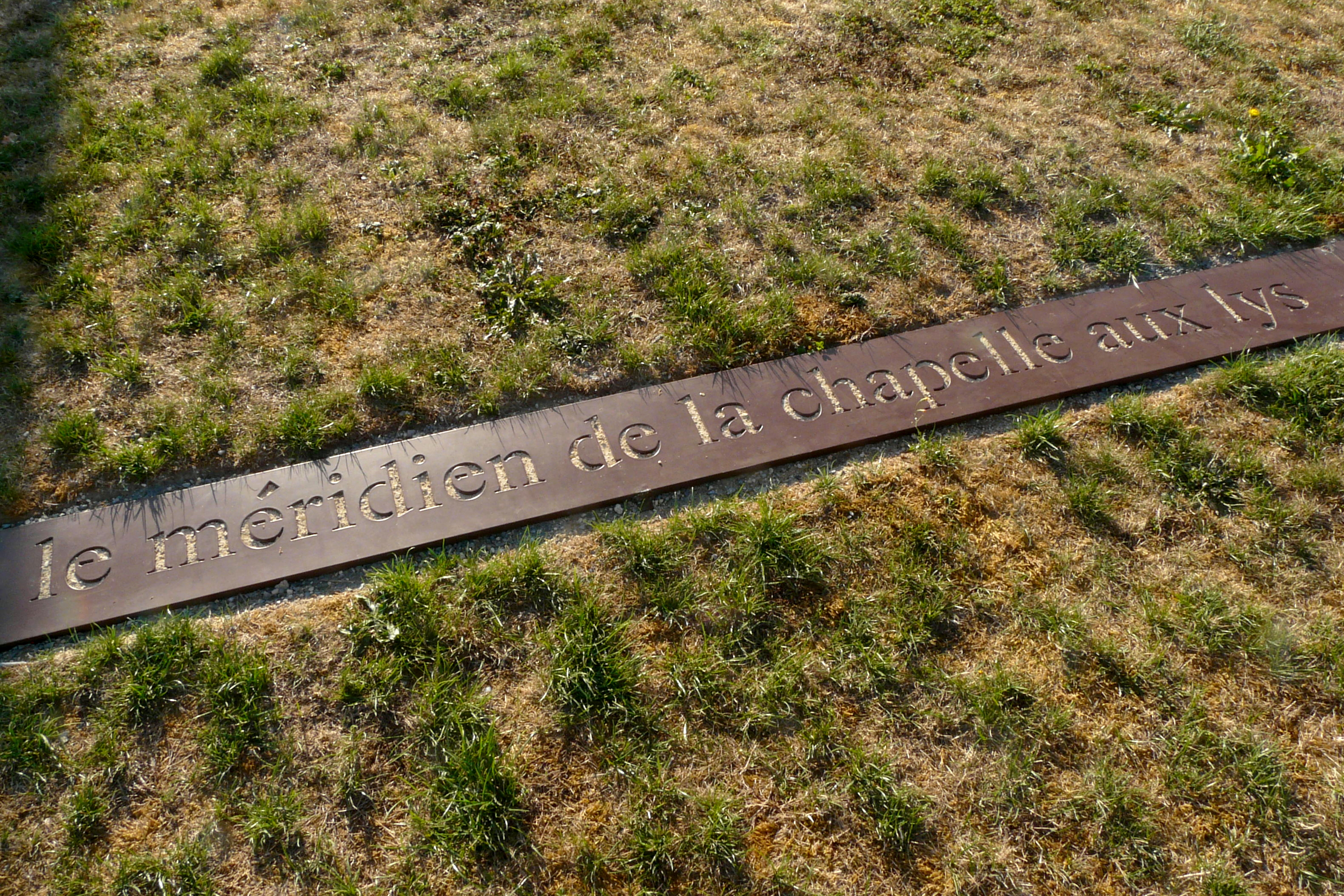
Inscription du méridien de La Chapelle-aux-Lys.
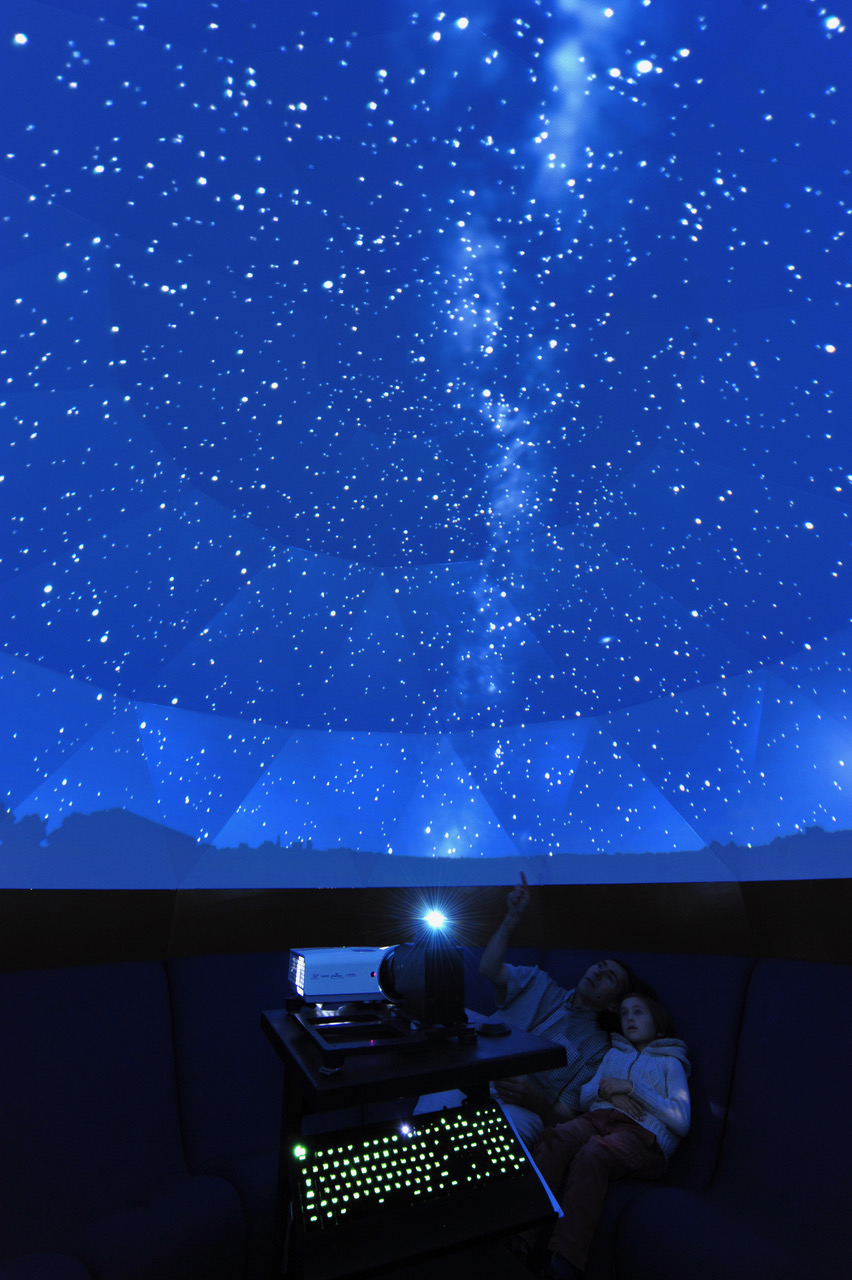
Le planétarium de La Chapelle-aux-Lys en fonctionnement.

## Pour approfondir